# Красные Луга (Московская область)
Красные Луга — посёлок в Шатурском муниципальном районе Московской области. Входит в состав городского поселения Шатура. Население — 0 чел. (2010).

## Расположение
Посёлок Красные Луга расположен в западной части Шатурского района, расстояние до МКАД порядка 127 км. Высота над уровнем моря 124 м.

## Название
В окрестностях посёлка всегда были хорошие луга, отсюда название.

## История
В 1926 году упоминается сторожка Красные Луга.
В 1965 году посёлок Красные луга Алексино-Шатурского сельсовета Егорьевского района был передан Новосидоровскому сельсовету Шатурского района.
Впоследствии посёлок входил в Кривандинский сельсовет.

## Население
| 1926 | 1970 | 1993 | 2002 | 2006 | 2010 |
| ---- | ---- | ---- | ---- | ---- | ---- |
| 11   | ↗47  | ↘2   | ↗3   | ↘0   | →0   |